# Massimo Barbolini
Massimo Barbolini (Modena, 29 agosto 1964) è un allenatore di pallavolo italiano, tecnico del Galatasaray e vice allenatore dell'Italia.

## Carriera

Barbolini (in piedi, primo da sinistra) allenatore del Matera campione d'Italia 1993-94

Costretto ad abbandonare presto l'attività agonistica per un grave infortunio, affianca a partire dalla stagione 1985-86 Julio Velasco sulla panchina della Panini che vince quattro scudetti consecutivi tra il 1986 e il 1989. Nell'annata 1989-90, all'esordio nel ruolo di primo allenatore, vince il campionato di Serie A2 con l'Agrigento, per poi ritornare alla guida della formazione gialloblù di Modena per due campionati. Nel 1992-93 viene ingaggiato dalla Marconi, che retrocede al termine del campionato.
Dalla stagione 1993-94 passa ad allenare squadre femminili; ingaggiato dal Matera, campione italiana in carica, conduce la formazione lucana all'accoppiata scudetto-Coppa Italia nelle stagioni 1993-94 e 1994-95, vincendo inoltre la Coppa dei Campioni 1995-96.
Nella stagione 1996-97 passa alla Gierre Roma Pallavolo, con cui si aggiudica la Coppa CEV, e l'anno successivo viene ingaggiato dalla Pallavolo Sirio Perugia.
Rimane alla guida della compagine umbra dieci anni portando la squadra ai vertici in Italia e in Europa, vincendo la Coppa Italia 1998-99 e la Coppa delle Coppe l'anno successivo, quindi inanellando altre tre accoppiate scudetto-Coppa Italia nelle stagioni 2002-03, 2004-05 e 2006-07 (queste ultime condite anche dalla vittoria in Coppa CEV), la Champions League 2005-2006 e la Coppa di Lega 2006.
Nell'estate del 2006 sostituisce Marco Bonitta sulla panchina della nazionale italiana. Dopo un quarto posto ai Mondiali del 2006 e una medaglia di bronzo al World Grand Prix 2007, guida la squadra azzurra alla vittoria nella Coppa del Mondo 2007 e all'Europeo 2007. Arriva però un'eliminazione inaspettata ai Giochi Olimpici di Pechino 2008 dovuta alla sconfitta per 3-2 nei quarti di finale contro gli Stati Uniti. Sempre sulla panchina azzurra, fa il bis continentale aggiudicandosi anche l'Europeo 2009; nello stesso anno la nazionale fa sua anche la Grand Champions Cup. Dopo il Mondiale 2010 giocato sottotono, la nazionale italiana vince la Coppa del Mondo 2011, guadagnando la qualificazione ai Giochi della XXX Olimpiade di Londra; con la sconfitta nei quarti di finale contro la  Corea del Sud che decreta l'eliminazione della nazionale italiana dalla manifestazione, si conclude l'incarico del tecnico modenese alla guida della compagine azzurra. Nella veste di Commissario Tecnico, nella stagione 2009-10 è anche allenatore del Club Italia, formazione che schiera giovani promesse della pallavolo italiana.
Nella stagione 2012-13 torna ad allenare una formazione di club, ingaggiato dal Galatasaray Spor Kulübü, accettando inoltre l'incarico di selezionatore della nazionale turca, che guida fino ad inizio 2015.
Dopo tre stagioni in Turchia, nel campionato 2015-16 ritorna in Italia per allenare il Volleyball Casalmaggiore con cui vince una Supercoppa italiana e una Champions League. Nella stagione 2016-17 passa all'Eczacıbaşı Spor Kulübü, con cui vince il Mondiale per Club 2016.
Rientra nuovamente in patria per l'annata 2017-18, quando viene ingaggiato dalle neocampionesse d'Italia dell'AGIL, con cui si aggiudica la Supercoppa 2017, due Coppe Italia e la CEV Champions League 2018-19. Al termine della stagione 2019-20 il tecnico interrompe il contratto in essere fino al 2022 con la società piemontese per firmare con la Savino Del Bene a partire dall'annata 2020-21. 
A fine 2023 viene annunciato il suo ritorno, a partire dall'anno seguente, sulla panchina dell'Italia, questa volta nel ruolo di vice allenatore di Julio Velasco, di cui era già stato vice ai tempi della Panini. Alle Olimpiadi di Parigi 2024 contribuisce alla vittoria della squadra femminile italiana di pallavolo. Sempre nel 2024 viene annunciato come tecnico della LOVB Houston per la League One Volleyball 2025, vincendo la LOVB Classic.
Nel campionato 2025-26 torna, a distanza di dieci anni, sulla panchina del Galatasaray, impegnato nella Sultanlar Ligi turca.

## Palmarès

### Club
- Campionato italiano: 5

1993-94, 1994-95, 2002-03, 2004-05, 2006-07
- Coppa Italia: 8

1993-94, 1994-95, 1998-99, 2002-03, 2004-05, 2006-07, 2017-18, 2018-19
- Supercoppa italiana: 2

2015, 2017
- Coppa di Lega: 1

2006
- LOVB Classic: 1

2025
- Coppa dei Campioni/Champions League: 4

1995-96, 2005-06, 2015-16, 2018-19
- Campionato mondiale per club: 1

2016
- Coppa CEV: 3

1996-97, 2004-05, 2006-07, 2022-23
- Challenge Cup: 1

2021-22
- Top Teams Cup: 1

1999-00
- Supercoppa europea: 1

1993

### Nazionale (competizioni minori)
- Giochi del Mediterraneo 2009

### Premi individuali
- 1995 - Serie A1: Premio Luigi Razzoli - Miglior allenatore
- 2003 - Serie A1: Premio Luigi Razzoli - Miglior allenatore
- 2005 - Serie A1: Premio Luigi Razzoli - Miglior allenatore
- 2007 - Serie A1: Premio Luigi Razzoli - Miglior allenatore
- 2019 - CEV: Allenatore dell'anno di squadra femminile